# Benita Marti
Benita Marti auch bekannt als Benita Andre (* vor 1986 in Albuquerque, New Mexico) ist eine US-amerikanische Schauspielerin.

## Leben
Marti absolvierte die London Academy of Music and Dramatic Art. Sie ist die Schwester der Schauspieler Benito Martinez und Patrice Martinez. Mit ihrer Schwester Patrice spielte sie zusammen im 1986 erschienenen Film ¡Drei Amigos!. Weitere Filmauftritte hatte sie unter anderem in Commando Squad (1987) und Hard Attack – Tatort Knast (1995).
In der Fernsehserie On Common Ground aus dem Jahr 1999 verkörperte sie als Carla Castillo eine der Hauptrollen. Sie hatte auch Auftritte in anderen Fernsehserien wie etwa in Generations (1989), Zorro – Der schwarze Rächer (1990) mit ihrer Schwester Patrice in einer Hauptrolle, Star Trek: Deep Space Nine (1993) als Anara, The Shield – Gesetz der Gewalt (2004/2006) mit ihrem Bruder Benito in einer Hauptrolle, Monk (2006) und The Cape (2011).

## Filmografie
- 1986: ¡Drei Amigos! (¡Three Amigos!)
- 1987: Commando Squad
- 1989: Generations (Fernsehserie, eine Folge)
- 1990: Zorro – Der schwarze Rächer (Zorro, Fernsehserie, eine Folge)
- 1990: Equal Justice (Fernsehserie, eine Folge)
- 1991: Paradise (Fernsehserie, eine Folge)
- 1991: Selbstjustiz – Ein Cop zwischen Liebe und Gesetz (One Good Cop)
- 1993: Star Trek: Deep Space Nine (Fernsehserie, eine Folge)
- 1995: Hard Attack – Tatort Knast (Hard Justice)
- 1999: On Common Ground (Fernsehserie, 13 Folgen)
- 2004, 2006: The Shield – Gesetz der Gewalt (Fernsehserie, zwei Folgen)
- 2006: Monk (Fernsehserie, eine Folge)
- 2007: Race: Rebellen – Piloten – Krieger (Race)
- 2011: The Cape (Fernsehserie, eine Folge)